# Coltriciella
Coltriciella is een geslacht van schimmels behorend tot de familie Hymenochaetaceae. De typesoort is Coltriciella dependens.

## Soorten
Volgens Index Fungorum telt het geslacht 18 soorten (peildatum januari 2022):
| Soortnaam                    | Auteur(s)                                         | Publicatiejaar |
| ---------------------------- | ------------------------------------------------- | -------------- |
| Coltriciella baoshanensis    | Y.C. Dai & B.K. Cui                               | 2014           |
| Coltriciella corticicola     | Corner                                            | 1991           |
| Coltriciella corticicola     | Corner ex Y.C. Dai & Hai J. Li                    | 2012           |
| Coltriciella cylindrospora   | Vasco-Palac. & Ryvarden                           | 2016           |
| Coltriciella dependens       | (Berk. & M.A. Curtis) Murrill                     | 1904           |
| Coltriciella globosa         | L.S. Bian & Y.C. Dai                              | 2014           |
| Coltriciella minuscula       | Susan, Retnowati & Sukarno                        | 2017           |
| Coltriciella minuta          | Vasco-Palac. & Ryvarden                           | 2016           |
| Coltriciella multipileata    | R. Valenz., Raymundo, Decock & R. García-Sandoval | 2020           |
| Coltriciella naviculiformis  | Y.C. Dai & Niemelä                                | 2006           |
| Coltriciella navispora       | T.W. Henkel, Aime & Ryvarden                      | 2003           |
| Coltriciella oblectabilis    | (Lloyd) Kotl., Pouzar & Ryvarden                  | 1984           |
| Coltriciella pseudodependens | L.S. Bian & Y.C. Dai                              | 2014           |
| Coltriciella pusilla         | (Imazeki & Kobayasi) Corner                       | 1991           |
| Coltriciella sonorensis      | R. Valenz., Esqueda & Decock                      | 2012           |
| Coltriciella subglobosa      | Y.C. Dai                                          | 2010           |
| Coltriciella subpicta        | (Lloyd) Corner                                    | 1991           |
| Coltriciella tasmanica       | (Cleland & Rodway) D.A. Reid                      | 1963           |